# Асмолов, Владимир Павлович
Влади́мир Асмо́лов (настоящее имя Влади́мир Па́влович Саве́льев; род. 15 ноября 1946, Сталино (ныне Донецк), УССР) — советский и российский автор-исполнитель в жанрах русский шансон и городской романс. Лауреат премий «Шансон года».

## Биография
Владимир Савельев, известный под творческим псевдонимом (по фамилии матери) Владимир Асмолов, родился в СССР, на Украине в городе Сталино, ныне Донецк. После окончания школы прошёл срочную службу в Советской Армии. В 1973 году окончил филологический факультет Донецкого государственного университета. С 1975 года живёт в Москве.
Владимир не получил музыкального образования, но сам пишет для своих песен не только стихи, но и музыку. После не удовлетворившего его сотрудничества (в качестве автора песенных текстов) с несколькими советскими композиторами создал первый авторский альбом «Девочки-венерочки» (1986 г.). С тех пор практически каждый год выходит новый альбом Владимира Асмолова. Визитной карточкой певца стала композиция «Осень жизни» из альбома «Оловянная душа» (1988).
С 1989 года начал концертную деятельность. Летом 1991 года впервые посетил США, где записал свой «Американский альбом». Поныне существует легенда, что певец эмигрировал, хотя за границей он бывает только в гастрольных поездках. Несмотря на то, что Владимира Асмолова никогда широко не «раскручивали» на радио и телевидении (за исключением «Радио Шансон»), его имя достаточно хорошо известно в России и среди русскоязычного населения за рубежом, а выступления пользуются популярностью:
На сцене в луче света только один человек, автор и актёр, да-да. Не певец, а именно поющий актёр, ибо каждая песня Владимира — маленькая новелла, или рассказ, или зарисовка, выхваченная из жизни, легко узнаваемая и, наверное, поэтому всегда вызывающая живую реакцию зала.

## Дискография

### Нумерованные альбомы
1. 1986 — «Девочки-венерочки»
2. 1987 — «Курортный сезон»
3. 1988 — «Оловянная душа»
4. 1989 — «Ностальгия-89»
5. 1990 — «Адюльтер-90»
6. 1991 — «Американский альбом»
7. 1992 — «Группа риска»
8. 1993 — «Беспредел»
9. 1994 — «Бомжови»
10. 1996 — «Москва кабацкая»
11. 1996 — «Белая горячка»
12. 1997 — «Скажи спасибо»
13. 2001 — «Чёрный ворон»
14. 2002 — «Черновики любви»
15. 2005 — «Клюква в сахаре» (часть 1) / «Всё впереди» (часть 2)
16. 2006 — «Рядом быть хочу»
17. 2007 — «Зона турбулентности»
18. 2012 — «Страна моих песен»
19. 2021 — «Мы пришли из снегопада»
20. 2022 — «Любовь как дежавю»
21. 2023 — «Кто виноват?»
22. 2024 — «Что делать?»
23. 2025 — «Вторая заповедь»

Альбомы ресторанной музыки
1. 1994 — «Две большие разницы»
2. 1995 — «Год собаки»
3. 1995 — «Тысяча лет одиночества»
4. 2000 — «Я вернусь»
5. 2000 — «Такова Селяви или Sex по-русски»
6. 2001 — «От  рассвета до заката или Секс по-русски 2»
7. 2008 — «Анатомия любви, или Секс по-русски 3»

### Альбомы без номера
1. 1986 — «И грустно и смешно»

### Серия «Наше всё»
1. 2013 — «Наше всё»
2. 2019 — «Над городом»
3. 2019 — «Pattaya»
4. 2019 — «Карамболь»
5. 2019 — «Жизнь прекрасна»
6. 2020 — «Неуютная любовь»
7. 2020 — «Магия масти»
8. 2020 — «Давай станцуем любовь»

Сборники новых аранжировок
1. 1994 — «Все банально»
2. 1995 — «Осень жизни»
3. 1997 — «Было всё не так»
4. 2003 — «Качели бытия»
5. 2003 — «Версии любви»
6. 2011 — «Бархатный сезон в Сочи»

### Переиздания
- 2007 — «Черновики любви» (альбом № 14)
- Трилогия: «Оловянная душа», «Ностальгия 89», «Адюльтер 90»

### Сборники
1. 1990 — «Россия во мгле»
2. 1993 — «42»
3. 1994 — «Вторая любовь»
4. 1994 — «Оловянная душа»
5. 1996 — «Девочки-венерочки»
6. 2007 — «Три страницы»
7. 2007 — «Луна и грош»
8. 2007 — «Всё это ты»
9. 2008 — «Люби меня медленно»

#### DVD
- «Качели бытия» — видео, концертная программа 7 марта 2006 г.
- «Было всё не так» — 25 января 2007 г.
- Концерт во Дворце спорта «Метеор» г. Днепропетровска 3 ноября 1989 г.

### Виниловые пластинки
1. 1989 — «Славянский базар»
2. 1991 — «Американский альбом»
3. 1992 — «Ностальгия» (Remix)
4. 1992 — «Группа риска»

### Аудиокассеты
1. 1986 — «И грустно и смешно»
2. 1987 — «Курортный сезон»
3. 1988 — «Оловянная душа»
4. 1989 — «Ностальгия»
5. 1991 — «Адюльтер»
6. 1991 — «Американский альбом»
7. 1992 — «Группа риска»
8. 1993 — «Беспредел»
9. 1994 — «Бомжови»
10. 1995 — «Тысяча лет одиночества»
11. 1996 — «Москва кабацкая»
12. 1996 — «Белая горячка»
13. 1997 — «Скажи спасибо»
14. 2003 — «Качели бытия»
15. 2003 — «Версии любви» — сборник версий музыки и текста